# St.-Marien-Kirche (Kyritz)

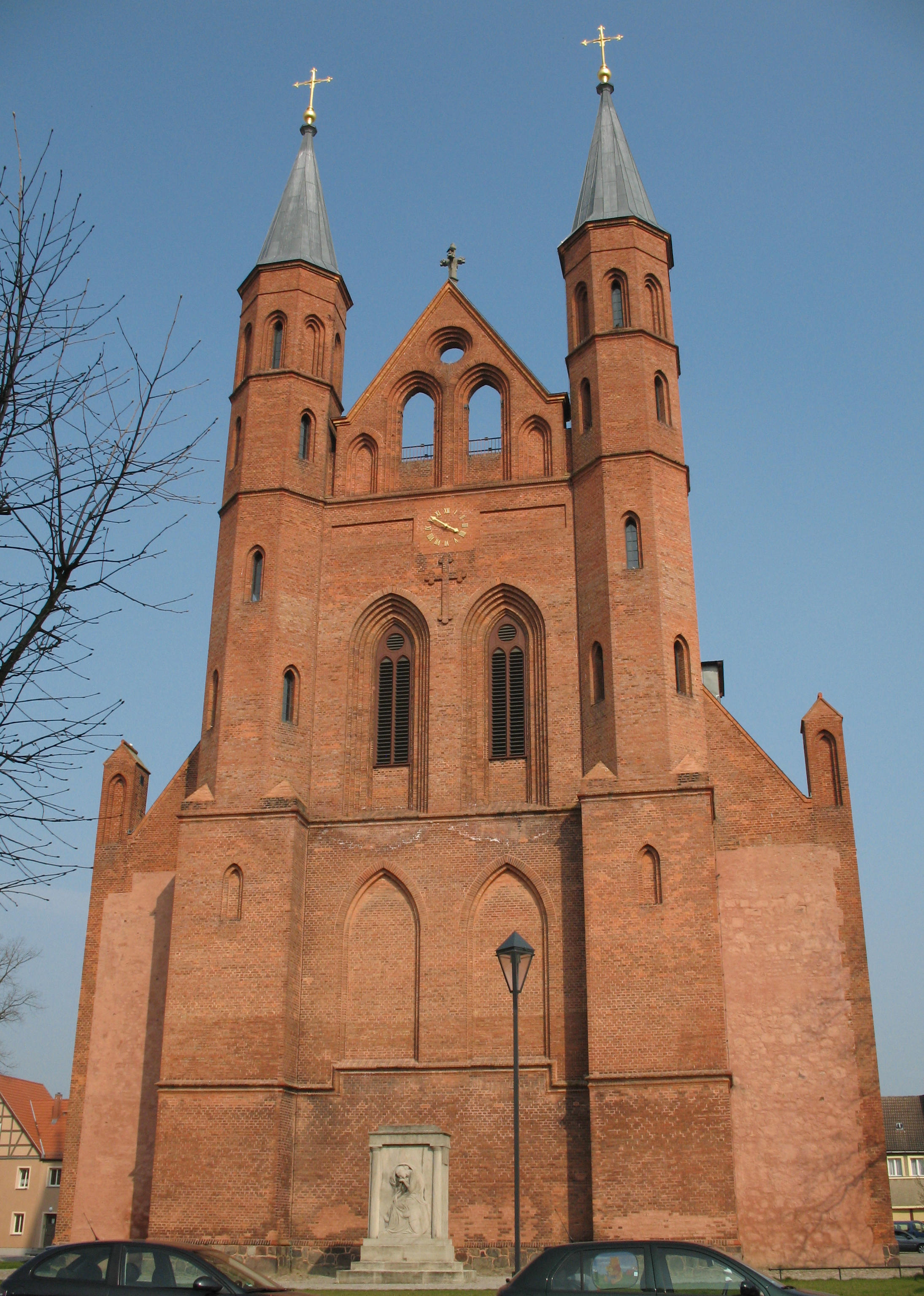
Blick auf die Stadtpfarrkirche St. Marien

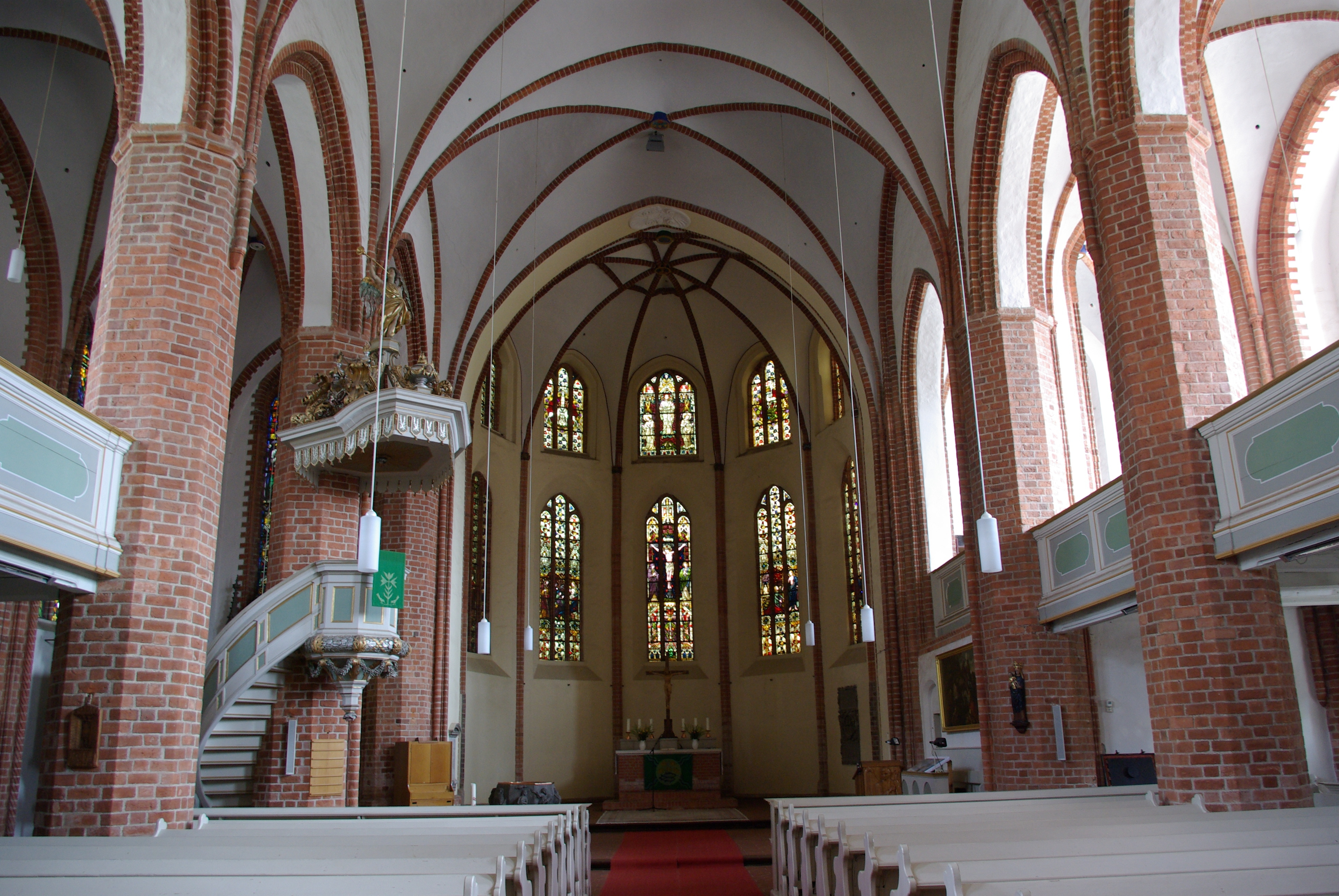
Innenraum

Die St.-Marien-Kirche ist ein evangelisches Kirchengebäude in Kyritz. Die Kirchengemeinde gehört zum Pfarrsprengel Kyritz im Kirchenkreis Prignitz der Evangelischen Kirche Berlin-Brandenburg-schlesische Oberlausitz.

## Geschichte
Der älteste Vorgängerbau war eine kleine romanische Kirche aus dem 12. Jahrhundert. Sie war dem heiligen Nikolaus gewidmet, dem Schutzpatron der Seefahrer und Kaufleute. Um das Jahr 1400 wurde diese erste Kirche in eine gotische Hallenkirche mit Turm und Chorraum umgebaut. 1559 wurde die Reformation eingeführt.
Im Jahr 1622 brannte die Kirche samt Turm ab. In den folgenden Jahrzehnten diente die ehemalige Franziskanerkirche als Pfarrkirche. Erst 1709 begann der Wiederaufbau der Marienkirche, wobei die gotische Gestalt Vorbild blieb („Nachgotik“). 1714 konnte die Kirche eingeweiht werden.
Im Jahr 1820 kam es zu einem Turmbrand. In den Jahren 1849 und 1850 wurde eine neue zweitürmige Schaufassade mit Blendgiebel im Stil der Neugotik errichtet, entworfen von dem Oberhofbaurat Friedrich August Stüler, einem Schüler Schinkels. Im Giebel wurden drei neue Glocken aufgehängt, die 1888 in das Innere der Türme gehängt wurden. In den Jahren 1904 und 1905 wurde der Innenraum renoviert und unter Betonung des gotischen Raumcharakters neu gestaltet. Im Jahre 2000 wurde mit der Sanierung der Kirchtürme und des Daches begonnen. Das Kirchengebäude ist denkmalgeschützt.

## Ausstattung

### Kunstwerke

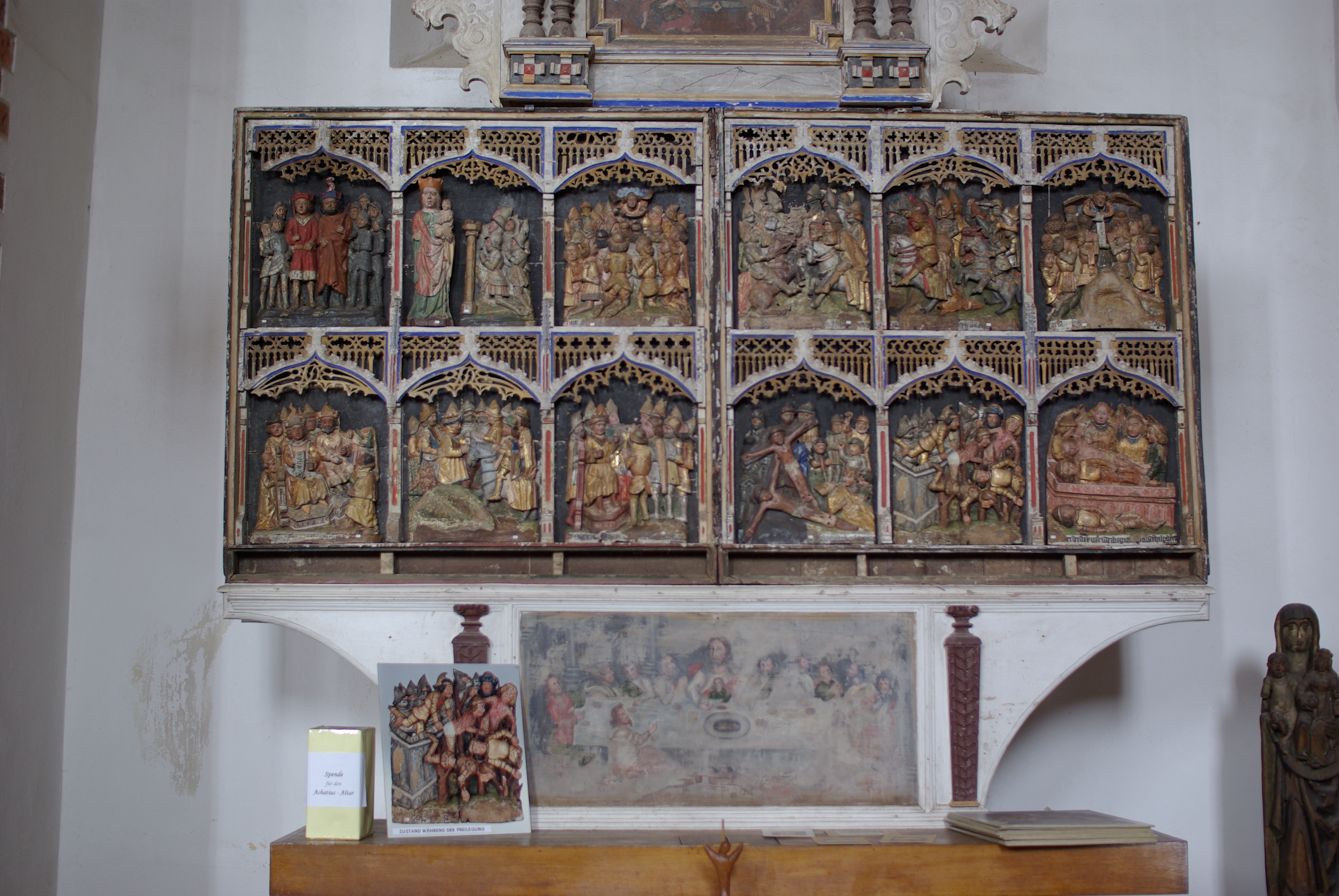
Brautkapelle, Altar mit Szenen der Achatiuslegende

Die Kirche besitzt eine Marien- und eine Anna-selbdritt-Skulptur aus dem 15. Jahrhundert sowie eine Barock-Kanzel. Eine Kreuztragung aus der Rubensschule, Geschenk eines jüdischen Kyritzers, und ein Gemälde Christi Himmelfahrt von Eduard Daege, Geschenk der Königin-Witwe Elisabeth, kamen Mitte des 19. Jahrhunderts in die Marienkirche. 1978 erhielt sie als Leihgabe der Kirchengemeinde Brüsenhagen einen mittelalterlichen Achatius-Altar für die Brautkapelle. Die Buntglasfenster stammen aus dem frühen 20. Jahrhundert.

### Orgel

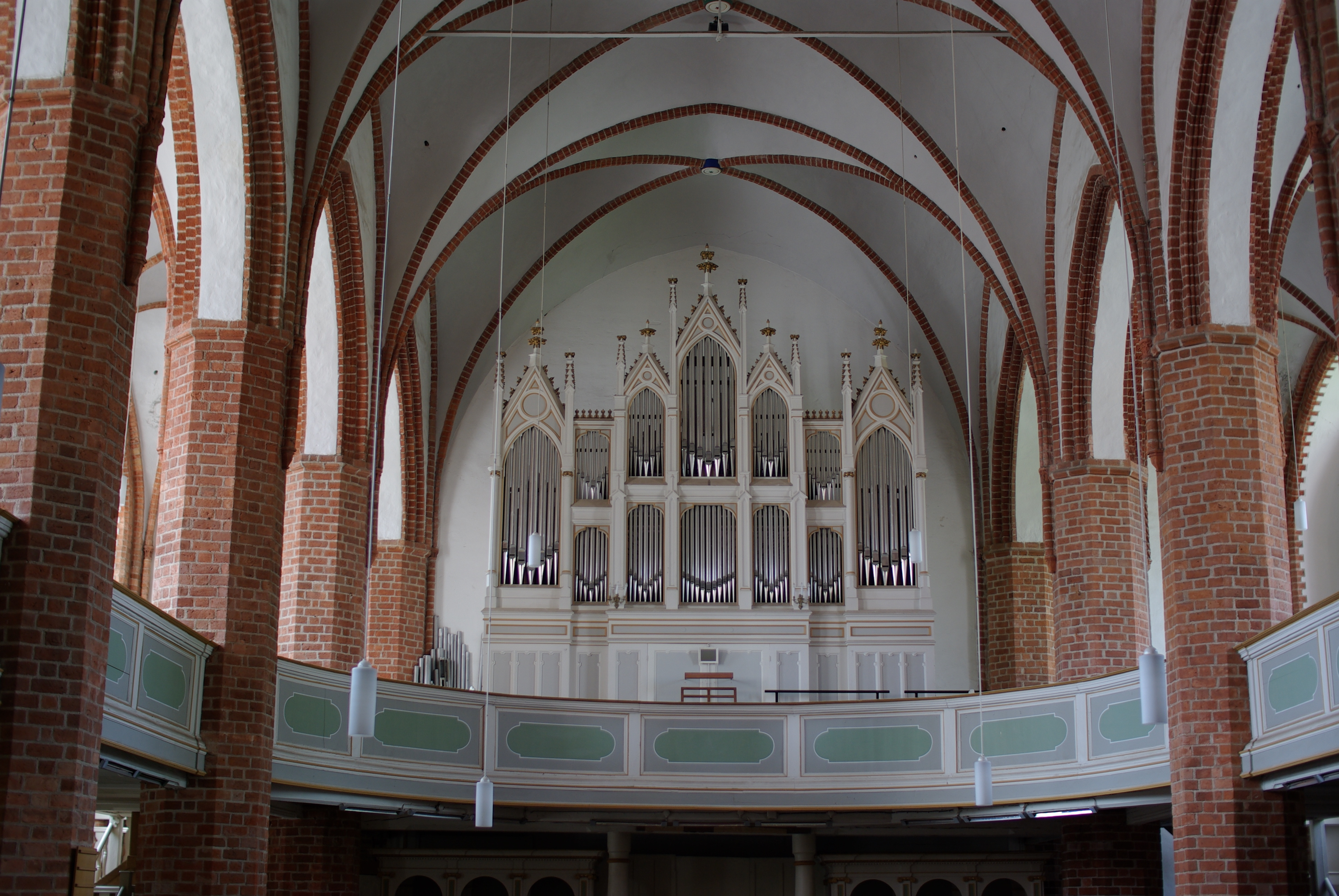
Blick auf die Reubke-Orgel

Die Orgel wurde 1873 von der Orgelbauwerkstatt Adolf Reubke & Sohn (Hausneindorf) erbaut. Das Instrument wurde im Laufe der Jahre mehrfach überarbeitet. 1904 erhielt sie ein neues Gebläse, einen neuen Spieltisch und neue pneumatische Trakturen (ursprünglich mechanische Kegelladen). Außerdem wurde die Disposition im Laufe der Zeit mehrfach geringfügig verändert, zumeist romantische 8`-Register durch hellere ersetzt. In den Jahren 1994 und 1995 wurde das Instrument durch die Orgelbauwerkstatt Schuke (Potsdam) gereinigt und teilrestauriert. Dabei wurden die dispositionellen Veränderungen rückgängig gemacht. 1999 wurden die Prospektpfeifen mit den ursprünglichen Mensuren aus Zinn rekonstruiert. Das romantisch disponierte Instrument hat 40 Register auf drei Manualen und Pedal.
| I Hauptwerk C–f3 |                  |     |
| 1.               | Principal        | 16′ |
| 2.               | Bordun           | 16′ |
| 3.               | Principal        | 8′  |
| 4.               | Hohlflöte        | 8′  |
| 5.               | Gambe            | 8′  |
| 6.               | Bordun           | 8′  |
| 7.               | Flute harmonique | 4′  |
| 8.               | Octave           | 4′  |
| 9.               | Rauschquinte II  |     |
| 10.              | Mixtur III       |     |
| 11.              | Cymbel III       |     |
| 12.              | Cornett III      |     |
| 13.              | Trompete         | 8′  |

| II Oberwerk C–f3 |                  |       |
| 16.              | Gedackt          | 16′   |
| 17.              | Geigenprincipal  | 8′    |
| 18.              | Stillgedackt     | 8′    |
| 19.              | Salicional       | 8′    |
| 20.              | Flute harmonique | 8′    |
| 21.              | Clarinette       | 8′    |
| 22.              | Octave           | 4′    |
| 23.              | Spitzflöte       | 4′    |
| 24.              | Waldflöte        | 2′    |
| 25.              | Nassat           | 2 ⁄3′ |
| 26.              | Mixtur III       |       |

| III Schwellwerk C–f3 |                  |     |
| 28.                  | Lieblich Gedackt | 16′ |
| 29.                  | Lieblich Gedackt | 8′  |
| 30.                  | Harmonika        | 8′  |
| 31.                  | Vox celeste      | 8′  |
| 32.                  | Oboe             | 8′  |
| 33.                  | Flauto dolce     | 4′  |
| 34.                  | Fugara           | 4′  |

| Pedalwerk C–dis1 |             |         |
| 37.              | Offenbass   | 16′     |
| 38.              | Violone     | 16′     |
| 39.              | Subbass     | 16′     |
| 40.              | Bassflöte   | 8′      |
| 41.              | Violoncello | 8′      |
| 42.              | Octavbass   | 8′      |
| 43.              | Quinte      | 10 2⁄3′ |
| 44.              | Posaune     | 16′     |
| 45.              | Trompete    | 8′      |

- Koppeln: II/I, III/I, III/II, I/P, II/P (Nr. 14, 15, 27, 35, 36)
- Spielhilfen: Feste Kombinationen (p, mf, f, ff, tutti), Rohrwerk ab, Register ab, Pedal piano, Pedal pianissimo, Crescendowalze